# 亨德拉·塞蒂亚万
亨德拉·塞蒂亚万（1984年8月25日—），印度尼西亚男子羽毛球運動員，專長男雙項目。在世界排名，他曾与前任搭档马尔基斯·基多的组合高居排名第一（注：伦敦奥运）。而与現役搭档穆罕默德·阿赫桑的组合最高排名第一（注：东京奥运）。

## 簡歷

### 2003年-2006年 汤杯及多哈亚运夺铜
2003年10月，亨德拉·塞蒂亚万参加本国举办的亞洲羽毛球錦標賽，与搭档的马尔基斯·基多赢得亚锦赛男子双打亚军。
2005年9月，亨德拉·塞蒂亚万参加印度海得拉巴举办的亞洲羽毛球錦標賽，与搭档的马尔基斯·基多赢得亚锦赛男子双打冠军。同年，他与马尔基斯·基多出战印尼羽毛球公开赛，夺得男子双打冠军。
2006年4月，亨德拉·塞蒂亚万入选湯姆斯盃的男双主力，助印尼队赢得男子團體季军。同年8月，他与马尔基斯·基多出战韓國羽毛球公開賽，在男双準决赛以1比2（21-14、19-21、13-21）不敌跨国组合的（美国：吴俊明/陳甲亮。同期8月，他与马尔基斯·基多出战香港羽毛球公開賽，在男双决赛以2比1（22-24、21-16、22-20）击败了马来西亚强档的鍾騰福/李萬華，夺得男子双打冠军。同年，他与马尔基斯·基多出战中国羽毛球公开赛，与搭档的马尔基斯·基多赢得男子双打冠军。同年10月，他参加中国湖南益阳举办的羽毛球世界盃，与搭档的马尔基斯·基多一同征战；在小组赛阶段分别击败了中国香港的楊禮豐/魏仁君以及马来西亚的查基利/颜德财，仅仅输了一场给中国的蔡赟/傅海峰，但仍然以小组次名出线；在準決賽以2比0（21-19、21-13）横扫中国的郭振东/谢中博；在决赛以2比0（21-18、21-15）轻取马来西亚的法鲁兹祖安/凌文輝，赢得羽球生涯首个羽毛球世界盃的男双冠军，亦是迎来他成为新科世界冠军的时刻。同年12月，他代表印尼参加卡塔尔多哈举办的亞洲運動會羽毛球比賽，助印尼队赢得男子團體季军；而与搭档的马尔基斯·基多赢得亚运会男子双打季军。

### 2007年-2008年 世锦赛、东运会及北京奥运夺金
2007年1月，亨德拉·塞蒂亚万与马尔基斯·基多出战馬來西亞羽毛球超級賽，在男双準决赛以0比2（13-21、16-21）不敌马来西亚强档的古健杰/陳文宏。同年5月，他与马尔基斯·基多出战新加坡羽毛球超級賽，在男双準决赛以0比2（18-21、13-21）不敌赛会6号种子、马来西亚强档的鍾騰福/李萬華。同年6月，他入选蘇迪曼盃男双主力，助印尼队赢得混合團體亚军。同年7月，他与马尔基斯·基多出战中國羽毛球大師賽，在男双决赛以0比2（15-21、16-21）不敌赛会头号种子、中国的蔡贇/傅海峰，赢得亚军。同年8月，他代表印尼参加马来西亚吉隆坡举办的世界羽毛球錦標賽，他和马尔基斯·基多出戰男子双打項目。他與马尔基斯·基多以3號種子身分出戰，故在首圈輪空；在第二轮以2比0（21-8、21-12）轻取斯洛文尼亚的Ales Murn/Miha Horvat；在第三轮，直落两局以2比0（22-20、21-19）力克日本强档的大束忠司/舛田圭太；八强中，面对赛会5号种子、跨国组合的（印尼：陳甲亮/美国：吴俊明），表现出色以2比0（21-12、21-19）横扫对手；四强中，同样以2比0（22-20、28-26）力克赛会6号种子、马来西亚强档的鍾騰福/李萬華；决赛中，迎来赛会13号种子、韩国强档的鄭在成/李龍大，毫无悬念以2比0（21-19、21-19）拿下对手，赢得羽球生涯首个世錦賽男双冠军，续世界盃后，再次将羽联重要大赛收入手中。同年9月，他与马尔基斯·基多出战日本羽毛球超級賽，在男双準决赛以0比2（13-21、16-21）不敌队友的卢卢克·哈迪扬托/阿尔文特·尤利安托·钱德拉。同期9月，1他与马尔基斯·基多出战中华台北羽毛球黃金大獎賽，在男双决赛以2比0（21-17、21-12）击败了赛会7号种子、丹麦强档的拉爾斯·帕斯克/喬納斯·拉斯姆森，夺得其首个国际黃金大獎賽男双冠军。同年10月，他与马尔基斯·基多出战澳門羽毛球黃金大獎賽，在男双準决赛以0比2（18-21、11-21）不敌马来西亚强档的鍾騰福/李萬華。同期10月，他与马尔基斯·基多出战丹麥羽毛球超級賽，在男双準决赛以0比2（18-21、10-21）不敌赛会3号种子、马来西亚强档的古健傑/陳文宏。同年11月，他与马尔基斯·基多出战中國羽毛球超級賽，在男双决赛以2比0（21-12、21-19）击败了中国的郭振东/谢中博，赢得羽球生涯首座超級賽男双冠军。同期11月，他与马尔基斯·基多出战香港羽毛球超級賽，在男双决赛以2比1（21-12、18-21、21-13）击败了赛会6号种子、跨国组合的（印尼：陈甲亮/美国：吴俊明），赢得超级赛男双冠军。同年12月，他代表马来西亚参加泰國那空叻差是瑪举办的东南亚运动会羽毛球比賽，助球队赢得混合團體金牌；而与搭档马尔基斯·基多赢得东运会男子双打金牌，亦是本届东运会双冠王得主。
2008年1月，亨德拉·塞蒂亚万与马尔基斯·基多出战馬來西亞羽毛球超級賽，在男双决赛以2比1（21-10、20-22、21-18）力克丹麦强档的乔纳斯·拉斯姆森/拉尔斯·帕斯克，赢得超級賽男双冠军。同年3月，他与马尔基斯·基多出战瑞士羽毛球超級賽，在男双决赛以1比2（21-17、16-21、13-21）不敌赛会6号种子、韩国强档的鄭在成/李龍大，赢得亚军。同年5月，他入选湯姆斯盃，助印尼队赢得男子團體季军。同年8月，他代表印尼参加中國北京举办的奥运会羽毛球比賽，他和马尔基斯·基多出战男子雙打項目，在首圈鏖战三局以2比1（22-20、10-21、21-17）击败了中国的郭振东/谢中博；八强中，直落两局以2比0（21-16、21-18）击退了马来西亚的陳文宏/古健傑；四强中，奋力作战以2比0（21-19、21-17）拿下丹麦的乔纳斯·拉斯姆森/拉尔斯·帕斯克；决赛中，面对赛会2号种子、中国的傅海峰/蔡赟，陷入苦战以2比1（12-21、21-11、21-16）力克对手，为印尼赢得奥运会男子双打金牌。同年9月，他与马尔基斯·基多出战中國羽毛球大師賽，在男双决赛以2比0（21-17、24-22）击败了东道主的孙君杰/徐晨，赢得超級賽男双冠军。同年10月，他与马尔基斯·基多出战丹麥羽毛球超級賽，在男双决赛以2比0（21-18、21-19）击败了中国的傅海峰/沈烨，赢得超級賽男双冠军。同期10月，他与马尔基斯·基多出战法國羽毛球超級賽，在男双决赛以2比0（21-15、21-12）击败了赛会6号种子、中国的蔡赟/徐晨，赢得超級賽男双冠军。同年12月，他与马尔基斯·基多出战世界羽聯超級系列賽總決賽，在小组赛阶段分别击败了跨国组合的（美国：吴俊明/印尼：陳甲亮）以及丹麦强档的玛蒂亚斯·鲍伊/卡斯腾·摩根森，仅仅输了一场给马来西亚强档的古健傑/陳文宏，但仍然以小组次名出线；在準決賽以1比2（20-22、21-15、16-21）不敌韩国强档的鄭在成/李龍大。

### 2009年-2010年 卫冕东运会及廣州亚运夺金
2009年1月，亨德拉·塞蒂亚万与马尔基斯·基多出战馬來西亞羽毛球超級賽，在男双準决赛以1比2（21-10、23-25、10-21）不敌队友的阿尔文特·尤利安托·钱德拉/亨德拉·阿普利达·古纳万。同年4月，他参加韓國水原市举办的亞洲羽毛球錦標賽，他和马尔基斯·基多被列为赛会头号种子，在半準決賽以2比0（21-15、21-10）横扫赛会6号种子、中华台北的陳宏麟/林祐瑯；在準決賽，再次直落两局以2比0（21-17、21-15）横扫中国的柴飚/刘小龙；在决赛，面对赛会8号种子、韩国强档的高成炫/柳延星，表现一筹以2比0（21-18、26-24）力克对手，个人赢得第三次亚锦赛男双冠军。同年5月，他入选蘇迪曼盃男双主力，助印尼队赢得混合團體季军。同年6月，他与马尔基斯·基多出战印尼羽毛球超級賽，在男双準决赛以0比2（19-21、17-21）不敌赛会6号种子、韩国强档的鄭在成/李龍大。同年9月，他与马尔基斯·基多出战日本羽毛球超級賽，在男双决赛以2比0（21-19、24-22）击败了队友的约纳森·苏亚达玛·达苏基/里安·蘇克馬萬，赢得超級賽男双冠军。同年10月，他与马尔基斯·基多出战丹麥羽毛球超級賽，在男双準决赛以0比2（16-21、19-21）不敌赛会3号种子、丹麦强档的玛蒂亚斯·鲍伊/卡斯腾·摩根森。同期10月，他与马尔基斯·基多出战法國羽毛球超級賽，在男双决赛以2比1（15-21、21-15、21-14）击败了赛会2号种子、马来西亚强档的古健傑/陳文宏，赢得超級賽男双冠军。同年12月，他代表印尼参加老挝万象举办的东南亚运动会羽毛球比賽，与搭档马尔基斯·基多成功地卫冕东运会男子双打金牌。
2010年3月，亨德拉·塞蒂亚万与马尔基斯·基多出战全英羽毛球超級賽，在男双準决赛以1比2（21-14、13-21、21-23）不敌丹麦强档的拉尔斯·帕斯克/乔纳斯·拉斯姆森。同年5月，他入选湯姆斯盃的男双主力，助印尼队赢得男子團體亚军。同年6月，他与马尔基斯·基多出战新加坡羽毛球超級賽，在男双準决赛以0比2（19-21、9-21）不敌中华台北的方介民/李勝木。同期6月，他首次与外国选手、俄罗斯的安娜斯塔西亚·鲁斯基赫出战印尼羽毛球超級賽，在混双决赛以0比2（18-21、20-22）不敌赛会3号种子、波兰强档的罗伯特·马特斯亚克/娜蒂斯达·希尔巴，赢得亚军。同年7月，他与马尔基斯·基多出战馬來西亞羽毛球黃金大獎賽，在男双决赛以2比0（21-6、21-16）击败了赛会3号种子、队友的阿尔文特·尤利安托·钱德拉/亨德拉·阿普利达·古纳万，赢得黃金大獎賽男双冠军。同期7月，他与马尔基斯·基多出战澳門羽毛球黃金大獎賽，在男双準决赛以1比2（21-18、18-21、11-21）不敌韩国强档的高成炫/柳延星。同年8月，他代表印尼参加法国巴黎举办的世界羽毛球錦標賽，他和马尔基斯·基多出戰男子双打項目。他與马尔基斯·基多以2號種子身分出戰，故在首圈輪空；在第二轮，直落两局以2比0（23-21、21-17）击败了波兰的亚当·克瓦林纳/麦克·罗高斯；在第三轮，表现突出以2比0（21-12、21-9）轻取队友的约纳森·苏亚达玛·达苏基/里安·蘇克馬萬；八强中，面对赛会6号种子、中华台北的方介民/李勝木，没有遭到太多麻烦，直落两局以2比0（21-14、21-14）横扫对手；在四强中，面对赛会5号种子、中国的蔡赟/傅海峰，奋战两局以0比2（16-21、13-21）不敌对手，赢得世锦赛男双季军。同年10月，他与马尔基斯·基多出战丹麥羽毛球超級賽，在男双决赛以0比2（13-21、12-21）不敌赛会头号种子、丹麦强档的玛蒂亚斯·鲍伊/卡斯腾·摩根森，赢得亚军。同期11月，他与马尔基斯·基多出战法國羽毛球超級賽，在男双準决赛以1比2（21-13、17-21、20-22）不敌德国强档的英格·金德沃克/约翰尼斯·斯科特勒。同年11月，他代表印尼参加中国廣州举办的亞洲運動會羽毛球比賽，他和马尔基斯·基多出戰男子双打項目，助印尼队赢得男子團體季军；此外，与搭档的马尔基斯·基多被赛会列为2号种子，故在首圈輪空；在第二轮鏖战三局以2比1（21-15、19-21、21-17）击败了日本的远藤大由/早川賢一；八强中，同样激战三局以2比1（17-21、21-12、21-13）击退了中华台北的陈宏麟/林祐瑯；四强中，面对赛会3号种子、韩国的郑在成/李龙大，大战三局以2比1（21-15、13-21、21-18）拿下对手；决赛中，迎来赛会头号种子、马来西亚的古健杰/陳文宏，再次陷入苦战以2比1（16-21、26-24、21-19）艰辛地逆转了对手，赢得亚洲赛事最高级别亚运会男子双打金牌。同年12月，他与马尔基斯·基多出战香港羽毛球超級賽，在男双决赛以1比2（19-21、21-14、21-23）不敌赛会6号种子、韩国强档的高成炫/柳延星，赢得亚军。

### 2011年-2013年 告别黄金搭档 6年后世锦赛夺金
2011年1月，亨德拉·塞蒂亚万再次与海外选手、俄罗斯的安娜斯塔西亚·鲁斯基赫联手出战全英羽毛球首要超級賽，在混双準决赛以0比2（15-21、17-21）不敌赛会3号种子、泰国强档的戍革·普拉帕卡莫/莎拉丽·桑松卡姆。同年6月，他与马尔基斯·基多出战印尼羽毛球首要超級賽，在男双準决赛以0比2（18-21、15-21）不敌赛会3号种子、中国的蔡赟/傅海峰。同年9月，他与马尔基斯·基多出战日本羽毛球超級賽，在男双準决赛以1比2（21-15、16-21、18-21）不敌赛会4号种子、队友的穆罕默德·阿赫桑/博纳·塞普特纳。同年10月，他与马尔基斯·基多出战丹麥羽毛球首要超級賽，在男双準决赛以1比2（11-21、21-17、19-21）不敌赛会2号种子、韩国强档的郑在成/李龍大。
2012年6月，亨德拉·塞蒂亚万与马尔基斯·基多出战印尼羽毛球首要超級賽，在男双準决赛以1比2（21-14、17-21、15-21）不敌赛会2号种子、韩国强档的鄭在成/李龍大。同期6月，他与马尔基斯·基多出战新加坡羽毛球超級賽，在男双决赛以2比1（22-20、11-21、21-6）击败了赛会2号种子、韩国强档的高成炫/柳延星，赢得超級賽男双冠军。此后，他的搭档就改为穆罕默德·阿赫桑出战丹麥羽毛球首要超級賽，在男双準决赛以0比2（17-21、15-21）不敌韩国强档的申白喆/柳延星。
2013年1月，亨德拉·塞蒂亚万与穆罕默德·阿赫桑出战馬來西亞羽毛球超級賽，在男双决赛以2比0（21-15、21-13）击败了赛会6号种子、韩国强档的高成炫/李龍大，亦是它们夺得其首个国际超級賽男双冠军的代表作。同年3月，他与穆罕默德·阿赫桑出战全英羽毛球首要超級賽，在男双準决赛以1比2（12-21、21-13、17-21）不敌中国的刘小龙/邱子瀚。同年4月，他与穆罕默德·阿赫桑出战澳洲羽毛球黃金大獎賽，在男双决赛以0比2（20-22、19-21）不敌赛会2号种子、队友的安加·普拉塔玛/利安·阿刚·萨普特拉，赢得亚军。同年6月，他与穆罕默德·阿赫桑出战印尼羽毛球首要超級賽，在男双决赛以2比0（21-14、21-18）击败了赛会2号种子、韩国强档的高成炫/李龍大，赢得首要超級賽男双冠军。同期6月，他与穆罕默德·阿赫桑出战新加坡羽毛球超級賽，在男双决赛以2比0（21-15、21-18）击败了赛会头号种子、韩国强档的高成炫/李龍大，赢得超級賽男双冠军。同年8月，他代表印尼参加中國廣州舉行的世界羽毛球錦標賽，他和穆罕默德·阿赫桑出戰男子雙打項目。他與穆罕默德·阿赫桑以6號種子身分出戰，故在首圈輪空；第二圈以2比0輕取菲律賓的對手後，之後又先後以2-0擊敗15號種子、老搭檔马尔基斯·基多 / 阿尔文特·尤利安托·钱德拉和13號種子、中華台北的李勝木 / 蔡佳欣，晉級四強；他們在準決賽與8號種子、衛冕的中國組合蔡赟 / 傅海峰對戰，以2比0（21-19、21-17）取胜，新組合首次闯进世锦赛的决赛；在決賽中，塞蒂亚万/阿赫桑对阵3號種子、丹麥的玛蒂亚斯·鲍伊 / 卡斯腾·摩根森，結果用时33分钟就以2比0（21-13、23-21）击败對手，奪得冠軍；這也是塞蒂亚万时隔6年后再夺世锦赛冠軍。同年9月，他与穆罕默德·阿赫桑出战日本羽毛球超級賽，在男双决赛以2比0（22-20、21-16）击败了中国的柴飚/洪炜，赢得超級賽男双冠军。同年10月，他与穆罕默德·阿赫桑出战丹麥羽毛球首要超級賽，在男双决赛以0比2（19-21、16-21）不敌赛会8号种子、韩国强档的李龍大/柳延星，赢得亚军。同年11月，他与穆罕默德·阿赫桑出战香港羽毛球超級賽，在男双準决赛以0比2（20-22、20-22）不敌韩国强档的李龍大/柳延星。

### 2014年-2015年 仁川亚运男双卫冕及世锦赛夺金
2014年3月，亨德拉·塞蒂亚万与穆罕默德·阿赫桑出战全英羽毛球首要超級賽，在男双决赛以2比0（21-19、21-19）击败了赛会2号种子、日本强档的遠藤大由/早川賢一，亦是他个人与搭档赢得羽球生涯首座全英赛男双冠军。同年5月，他入选湯姆斯盃的男双主力，助印尼队赢得男子團體季军。同年6月，他与穆罕默德·阿赫桑出战日本羽毛球超級賽，在男双决赛以0比2（12-21、24-26）不敌赛会5号种子、韩国强档的李龍大/柳延星，赢得亚军。同期6月，他与穆罕默德·阿赫桑出战印尼羽毛球首要超級賽，在男双决赛以0比2（15-21、17-21）不敌赛会6号种子、韩国强档的李龍大/柳延星，赢得亚军。同年9月，他代表印尼参加韩国仁川举办的亞洲運動會羽毛球比賽，他和穆罕默德·阿赫桑出戰男子双打項目。他與穆罕默德·阿赫桑以2號種子身分出戰，故在首圈輪空；在第二轮，直落两局以2比0（21-11、21-15）轻取中国香港的李晉熙/鄧俊文；在半準決賽鏖战三局以2比1（19-21、21-16、21-18）逆转了印度的马奴·阿特里/苏密特·雷迪；在準决赛激战三局以2比1（19-21、21-16、21-18）再次实现逆转了韩国的金基正/金沙朗；决赛中，面对另一组韩国的李龍大/柳延星，陷入苦战以2比1（21-16、16-21、21-17）力挫对手，这也是他个人与不同搭档赢得两次亚运会男子双打金牌，成功地为印尼捍卫了该项目的统治。同年11月，他与穆罕默德·阿赫桑出战香港羽毛球超級賽，在男双决赛以1比2（21-16、17-21、21-15）击败了赛会6号种子、中国的刘小龙/邱子瀚，赢得亚军。
2015年3月，亨德拉·塞蒂亚万与穆罕默德·阿赫桑出战馬來西亞羽毛球首要超級賽，在男双决赛以2比1（14-21、21-15、23-21）击败了赛会头号种子、韩国强档的李龍大/柳延星，赢得首要超級賽男双冠军。同年4月，他与穆罕默德·阿赫桑出战新加坡羽毛球超級賽，在男双準决赛以1比2（21-18、8-21、17-21）不敌赛会5号种子、中国的傅海峰/张楠。同期4月，他参加中国湖北省武汉市举办的亞洲羽毛球錦標賽。他与穆罕默德·阿赫桑被赛会列为6号种子，故在首圈輪空；在第二轮以2比0（21-12、21-12）击败了马尔代夫的穆罕默德·阿凡·拉希德/N Sharafuddeen；在第三輪因对方退赛；在半準決賽激战三局以2比1（21-18、11-21、24-22）力克赛会3号种子、中国的刘小龙/邱子瀚；在準决赛，鏖战三局以2比1（21-12、18-21、21-16）挑落中国的蔡赟/鲁恺；决赛中，大战三局以1比2（21-18、22-24、19-21）不敌赛会头号种子、世界第一的李龍大/柳延星，赢得亚锦赛亚军。同年5月，他入选蘇迪曼盃的男双主力，助印尼队赢得混合團體季军。同年6月，他与穆罕默德·阿赫桑出战印尼羽毛球首要超級賽，在男双準决赛以1比2（20-22、21-18、15-21）不敌赛会8号种子、中国的傅海峰/张楠。同年7月，他与穆罕默德·阿赫桑出战中華台北羽毛球黃金大獎賽，在男双準决赛以0比2（19-21、17-21）不敌晚辈的吉德翁·马库斯·费尔纳尔迪/凯文·桑加亚·苏卡穆约。同年8月，他参加本国举办的世界羽毛球錦標賽，他和穆罕默德·阿赫桑出戰男子雙打項目。他與穆罕默德·阿赫桑以3號種子身分出戰，故在首圈輪空；在第二圈鏖战三局以2比1（19-21、21-17、21-18）击败了法国的巴蒂斯特·卡雷姆/罗南·拉巴尔；在第三圈激战三局以2比1（21-16、19-21、21-15）击败了赛会14号种子、日本强档的數野健太/山田和司；在八强中，直落两局以2比0（21-16、22-20）力克英格兰的马库斯·埃利斯/克里斯·兰格瑞奇；四强中，表现出色以2比0（21-17、21-19）拿下赛会头号种子、韩国强档的李龍大/柳延星；决赛中毫无悬念地轻松以2比0（21-17、21-14）轻取赛会9号种子、中国的刘小龙/邱子瀚，时隔1年后再次赢得世锦赛男双冠军。同年10月，他与穆罕默德·阿赫桑出战法國羽毛球超級賽，在男双準决赛以1比2（18-21、21-19、15-21）不敌丹麦强档的马德斯·康拉德-彼德森/马德斯·皮勒尔·科尔丁。同年11月，他与穆罕默德·阿赫桑出战香港羽毛球超級賽，在男双準决赛以1比2（21-14、12-21、16-21）不敌赛会3号种子、奥运亚军的玛蒂亚斯·鲍伊/卡斯腾·摩根森。同年12月，他与穆罕默德·阿赫桑出战世界羽聯超級系列賽總決賽，在小组赛阶段分别击败了日本的遠藤大由/早川賢一以及中国的傅海峰/张楠，仅仅输给了韩国的李龍大/柳延星，但仍然以小组次名出线；在準決賽鏖战三局以2比1（21-17、22-24、21-15）力克韩国强档的李龍大/柳延星；在决赛中，大战三局以2比1（13-21、21-14、21-14）拿下中国的柴飚/洪炜，夺得其首个羽球年终总决赛男双冠军。

### 2016年-2018年
2016年2月，亨德拉·塞蒂亚万与穆罕默德·阿赫桑出战泰國羽毛球大師賽，在男双决赛以2比1（12-21、21-15、21-12）击败了赛会2号种子、韩国强档的金基正/金沙朗，赢得黃金大獎賽男双冠军。同期2月，他代表印尼参加印度海得拉巴举办的亞洲羽毛球團體錦標賽，助球队赢得首届男子團體冠军。同年5月，他入选湯姆斯盃的男双主力，助印尼队赢得男子團體亚军。同年9月，他与穆罕默德·阿赫桑出战日本羽毛球超級賽，在男双準决赛以1比2（13-21、21-18、15-21）不敌赛会8号种子、中国的李俊慧/刘雨辰。
2017年初，亨德拉·塞蒂亚万開始與馬來西亞名將陳文宏搭檔男雙，目标是争取能够参加年中舉行的世錦賽。2018年，亨德拉收到印尼羽協的招攬，而再度回歸國家隊與穆罕默德·阿赫桑搭檔。同年4月，他与外籍的陳文宏出战中國羽毛球大師賽，在男双準决赛以1比2（14-21、21-13、18-21）不敌赛会头号种子、中华台北强档的陳宏麟/王齊麟。同年6月，他与外籍的陳文宏出战澳洲羽毛球超級賽，在男双决赛以0比2（17-21、19-21）不敌赛会3号种子、日本强档的嘉村健士/園田啟悟，赢得亚军。
2018年1月，亨德拉·塞蒂亚万与穆罕默德·阿赫桑出战印度羽毛球公開賽，在男双準决赛以0比2（11-21、16-21）不敌晚辈的马库斯·费尔纳尔迪·吉德翁/凯文·桑加亚·苏卡穆约。同年2月，他代表印尼参加马来西亚亞羅士打举办的亞洲羽毛球團體錦標賽，助印尼队连续两年赢得男子團體冠军。同年3月，他与穆罕默德·阿赫桑出战德國羽毛球公開賽，在男双準决赛以0比2（20-22、20-22）不敌晚辈的法贾·阿尔弗兰/穆罕默德·里安·阿利安托。同年4月，他与穆罕默德·阿赫桑出战馬來西亞羽毛球國際挑戰賽，在男双决赛以2比1（21-17、17-21、21-19）击败了赛会6号种子、马来西亚的謝定峰/苏伟译，赢得国际赛冠军。同年5月，他入选湯姆斯盃的男双主力，助印尼队赢得男子團體季军。同年7月，他与穆罕默德·阿赫桑出战新加坡羽毛球公開賽，在男双决赛以2比0（21-13、21-19）击败了中国的歐烜屹/任翔宇，赢得国际超級500賽男双冠军。

### 2019年
2019年1月，亨德拉·塞蒂亚万与穆罕默德·阿赫桑出战印度尼西亞羽毛球大師賽，在男双决赛以0比2（17-21、11-21）不敌赛会头号种子、新科亚运会的马库斯·费尔纳尔迪·吉德翁/凯文·桑加亚·苏卡穆约，赢得超級500賽男双亚军。同年3月，他与穆罕默德·阿赫桑出战全英羽毛球公開賽，在男双决赛以2比1（11-21、21-14、21-12）击败了马来西亚强档的謝定峰/苏伟译，时隔5年后再次重夺超級1000賽男双冠军。同年4月，他与穆罕默德·阿赫桑出战新加坡羽毛球公開賽，在男双决赛以1比2（13-21、21-19、17-21）不敌赛会3号种子、日本强档的嘉村健士/園田啟悟，赢得超級500賽男双亚军。同期4月，他与穆罕默德·阿赫桑出战新西兰羽毛球公開賽，在男双决赛以2比1（20-22、21-15、21-17）击败了赛会3号种子、日本强档的遠藤大由/渡邊勇大，赢得超級300賽男双冠军。同年5月，他代表印尼参加中国广西壮族自治区南宁市举办的蘇迪曼盃，助印尼队赢得混团季军。同年7月，他与穆罕默德·阿赫桑出战印尼羽毛球公開賽，在男双决赛以0比2（19-21、16-21）不敌赛会头号种子、新科亚运会的马库斯·费尔纳尔迪·吉德翁/凯文·桑加亚·苏卡穆约，赢得超級1000賽男双亚军。同期7月，他与穆罕默德·阿赫桑出战日本羽毛球公開賽，在男双决赛以0比2（18-21、21-23）不敌赛会头号种子、新科亚运会的马库斯·费尔纳尔迪·吉德翁/凯文·桑加亚·苏卡穆约，赢得超級750賽男双亚军。

## 主要比賽成績
只列出曾進入準決賽的國際賽事成績：
| 年份   | 賽事                     | 公開賽級別 | 項目     | 拍檔                  | 成績   |
| ------ | ------------------------ | ---------- | -------- | --------------------- | ------ |
| 2003年 | 亞洲羽毛球錦標賽         | 其他       | 男子雙打 | 马尔基斯·基多         | 亞軍   |
| 2005年 | 亞洲羽毛球錦標賽         | 其他       | 男子雙打 | 马尔基斯·基多         | 冠軍   |
| 2005年 | 印尼羽毛球公开赛         |            | 男子雙打 | 马尔基斯·基多         | 冠軍   |
| 2006年 | 湯姆斯盃                 | 其他       | 男子團體 | －                    | 季軍   |
| 2006年 | 韓國羽毛球公開賽         |            | 男子雙打 | 马尔基斯·基多         | 準決賽 |
| 2006年 | 香港羽毛球公開賽         |            | 男子雙打 | 马尔基斯·基多         | 冠軍   |
| 2006年 | 中国羽毛球公开赛         |            | 男子雙打 | 马尔基斯·基多         | 冠軍   |
| 2006年 | 羽毛球世界盃             | 其他       | 男子雙打 | 马尔基斯·基多         | 冠軍   |
| 2006年 | 亞洲運動會羽毛球比賽     | 其他       | 男子雙打 | 马尔基斯·基多         | 銅牌   |
| 2006年 | 亞洲運動會羽毛球比賽     | 其他       | 男子團體 | －                    | 銅牌   |
| 2007年 | 馬來西亞羽毛球超級賽     | 超級賽     | 男子雙打 | 马尔基斯·基多         | 準決賽 |
| 2007年 | 新加坡羽毛球超級賽       | 超級賽     | 男子雙打 | 马尔基斯·基多         | 準決賽 |
| 2007年 | 蘇迪曼盃                 | 其他       | 混合團體 | －                    | 亞軍   |
| 2007年 | 中國羽毛球大師賽         | 超級賽     | 男子雙打 | 马尔基斯·基多         | 亞軍   |
| 2007年 | 世界羽毛球錦標賽         | 其他       | 男子雙打 | 马尔基斯·基多         | 冠軍   |
| 2007年 | 日本羽毛球超級賽         | 超級賽     | 男子雙打 | 马尔基斯·基多         | 準決賽 |
| 2007年 | 中华台北羽毛球黃金大獎賽 | 黃金大獎賽 | 男子雙打 | 马尔基斯·基多         | 冠軍   |
| 2007年 | 澳門羽毛球黃金大獎賽     | 黃金大獎賽 | 男子雙打 | 马尔基斯·基多         | 準決賽 |
| 2007年 | 丹麥羽毛球超級賽         | 超級賽     | 男子雙打 | 马尔基斯·基多         | 準決賽 |
| 2007年 | 中國羽毛球超級賽         | 超級賽     | 男子雙打 | 马尔基斯·基多         | 冠軍   |
| 2007年 | 香港羽毛球超級賽         | 超級賽     | 男子雙打 | 马尔基斯·基多         | 冠軍   |
| 2007年 | 东南亚运动会羽毛球比賽   | 其他       | 男子雙打 | 马尔基斯·基多         | 金牌   |
| 2007年 | 东南亚运动会羽毛球比賽   | 其他       | 混合團體 | －                    | 金牌   |
| 2008年 | 馬來西亞羽毛球超級賽     | 超級賽     | 男子雙打 | 马尔基斯·基多         | 冠軍   |
| 2008年 | 瑞士羽毛球超級賽         | 超級賽     | 男子雙打 | 马尔基斯·基多         | 亞軍   |
| 2008年 | 湯姆斯盃                 | 其他       | 男子團體 | －                    | 季軍   |
| 2008年 | 奥运会羽毛球比賽         | 其他       | 男子雙打 | 马尔基斯·基多         | 金牌   |
| 2008年 | 中國羽毛球大師賽         | 超級賽     | 男子雙打 | 马尔基斯·基多         | 冠軍   |
| 2008年 | 丹麥羽毛球超級賽         | 超級賽     | 男子雙打 | 马尔基斯·基多         | 冠軍   |
| 2008年 | 法國羽毛球超級賽         | 超級賽     | 男子雙打 | 马尔基斯·基多         | 冠軍   |
| 2008年 | 世界羽聯超級系列賽總決賽 | 首要超級賽 | 男子雙打 | 马尔基斯·基多         | 準決賽 |
| 2009年 | 馬來西亞羽毛球超級賽     | 超級賽     | 男子雙打 | 马尔基斯·基多         | 準決賽 |
| 2009年 | 亞洲羽毛球錦標賽         | 其他       | 男子雙打 | 马尔基斯·基多         | 冠軍   |
| 2009年 | 蘇迪曼盃                 | 其他       | 混合團體 | －                    | 季軍   |
| 2009年 | 印尼羽毛球超級賽         | 超級賽     | 男子雙打 | 马尔基斯·基多         | 準決賽 |
| 2009年 | 日本羽毛球超級賽         | 超級賽     | 男子雙打 | 马尔基斯·基多         | 冠軍   |
| 2009年 | 丹麥羽毛球超級賽         | 超級賽     | 男子雙打 | 马尔基斯·基多         | 準決賽 |
| 2009年 | 法國羽毛球超級賽         | 超級賽     | 男子雙打 | 马尔基斯·基多         | 冠軍   |
| 2009年 | 东南亚运动会羽毛球比賽   | 其他       | 男子雙打 | 马尔基斯·基多         | 金牌   |
| 2010年 | 全英羽毛球超級賽         | 超級賽     | 男子雙打 | 马尔基斯·基多         | 準決賽 |
| 2010年 | 湯姆斯盃                 | 其他       | 男子團體 | －                    | 亞軍   |
| 2010年 | 新加坡羽毛球超級賽       | 超級賽     | 男子雙打 | 马尔基斯·基多         | 準決賽 |
| 2010年 | 印尼羽毛球超級賽         | 超級賽     | 混合雙打 | 安娜斯塔西亚·鲁斯基赫 | 亞軍   |
| 2010年 | 馬來西亞羽毛球黃金大獎賽 | 黃金大獎賽 | 男子雙打 | 马尔基斯·基多         | 冠軍   |
| 2010年 | 澳門羽毛球黃金大獎賽     | 黃金大獎賽 | 男子雙打 | 马尔基斯·基多         | 準決賽 |
| 2010年 | 世界羽毛球錦標賽         | 其他       | 男子雙打 | 马尔基斯·基多         | 季軍   |
| 2010年 | 丹麥羽毛球超級賽         | 超級賽     | 男子雙打 | 马尔基斯·基多         | 亞軍   |
| 2010年 | 法國羽毛球超級賽         | 超級賽     | 男子雙打 | 马尔基斯·基多         | 準決賽 |
| 2010年 | 亞洲運動會羽毛球比賽     | 其他       | 男子雙打 | 马尔基斯·基多         | 金牌   |
| 2010年 | 亞洲運動會羽毛球比賽     | 其他       | 男子團體 | －                    | 銅牌   |
| 2010年 | 香港羽毛球超級賽         | 超級賽     | 男子雙打 | 马尔基斯·基多         | 亞軍   |
| 2011年 | 全英羽毛球首要超級賽     | 首要超級賽 | 混合雙打 | 安娜斯塔西亚·鲁斯基赫 | 準決賽 |
| 2011年 | 印尼羽毛球首要超級賽     | 首要超級賽 | 男子雙打 | 马尔基斯·基多         | 準決賽 |
| 2011年 | 日本羽毛球超級賽         | 超級賽     | 男子雙打 | 马尔基斯·基多         | 準決賽 |
| 2011年 | 丹麥羽毛球首要超級賽     | 首要超級賽 | 男子雙打 | 马尔基斯·基多         | 準決賽 |
| 2012年 | 印尼羽毛球首要超級賽     | 首要超級賽 | 男子雙打 | 马尔基斯·基多         | 準決賽 |
| 2012年 | 新加坡羽毛球超級賽       | 超級賽     | 男子雙打 | 马尔基斯·基多         | 冠軍   |
| 2012年 | 丹麥羽毛球首要超級賽     | 首要超級賽 | 男子雙打 | 穆罕默德·阿赫桑       | 準決賽 |
| 2013年 | 馬來西亞羽毛球超級賽     | 超級賽     | 男子雙打 | 穆罕默德·阿赫桑       | 冠軍   |
| 2013年 | 全英羽毛球首要超級賽     | 首要超級賽 | 男子雙打 | 穆罕默德·阿赫桑       | 準決賽 |
| 2013年 | 澳洲羽毛球黃金大獎賽     | 黃金大獎賽 | 男子雙打 | 穆罕默德·阿赫桑       | 亞軍   |
| 2013年 | 印尼羽毛球首要超級賽     | 首要超級賽 | 男子雙打 | 穆罕默德·阿赫桑       | 冠軍   |
| 2013年 | 新加坡羽毛球超級賽       | 超級賽     | 男子雙打 | 穆罕默德·阿赫桑       | 冠軍   |
| 2013年 | 世界羽毛球錦標賽         | 其他       | 男子雙打 | 穆罕默德·阿赫桑       | 冠軍   |
| 2013年 | 日本羽毛球超級賽         | 超級賽     | 男子雙打 | 穆罕默德·阿赫桑       | 冠軍   |
| 2013年 | 丹麥羽毛球首要超級賽     | 首要超級賽 | 男子雙打 | 穆罕默德·阿赫桑       | 亞軍   |
| 2013年 | 香港羽毛球超級賽         | 超級賽     | 男子雙打 | 穆罕默德·阿赫桑       | 準決賽 |
| 2014年 | 全英羽毛球首要超級賽     | 首要超級賽 | 男子雙打 | 穆罕默德·阿赫桑       | 冠軍   |
| 2014年 | 湯姆斯盃                 | 其他       | 男子團體 | －                    | 準決賽 |
| 2014年 | 日本羽毛球超級賽         | 超級賽     | 男子雙打 | 穆罕默德·阿赫桑       | 亞軍   |
| 2014年 | 印尼羽毛球首要超級賽     | 首要超級賽 | 男子雙打 | 穆罕默德·阿赫桑       | 亞軍   |
| 2014年 | 亞洲運動會羽毛球比賽     | 其他       | 男子雙打 | 穆罕默德·阿赫桑       | 金牌   |
| 2014年 | 香港羽毛球超級賽         | 超級賽     | 男子雙打 | 穆罕默德·阿赫桑       | 冠軍   |
| 2015年 | 馬來西亞羽毛球首要超級賽 | 首要超級賽 | 男子雙打 | 穆罕默德·阿赫桑       | 冠軍   |
| 2015年 | 新加坡羽毛球超級賽       | 超級賽     | 男子雙打 | 穆罕默德·阿赫桑       | 準決賽 |
| 2015年 | 亞洲羽毛球錦標賽         | 其他       | 男子雙打 | 穆罕默德·阿赫桑       | 亞軍   |
| 2015年 | 蘇迪曼盃                 | 其他       | 混合團體 | －                    | 季軍   |
| 2015年 | 印尼羽毛球首要超級賽     | 首要超級賽 | 男子雙打 | 穆罕默德·阿赫桑       | 準決賽 |
| 2015年 | 中華台北羽毛球黃金大獎賽 | 黃金大獎賽 | 男子雙打 | 穆罕默德·阿赫桑       | 準決賽 |
| 2015年 | 世界羽毛球錦標賽         | 其他       | 男子雙打 | 穆罕默德·阿赫桑       | 冠軍   |
| 2015年 | 法國羽毛球超級賽         | 超級賽     | 男子雙打 | 穆罕默德·阿赫桑       | 準決賽 |
| 2015年 | 香港羽毛球超級賽         | 超級賽     | 男子雙打 | 穆罕默德·阿赫桑       | 準決賽 |
| 2015年 | 世界羽聯超級系列賽總決賽 | 首要超級賽 | 男子雙打 | 穆罕默德·阿赫桑       | 冠軍   |
| 2016年 | 泰國羽毛球大師賽         | 黃金大獎賽 | 男子雙打 | 穆罕默德·阿赫桑       | 冠軍   |
| 2016年 | 亞洲羽毛球團體錦標賽     | 其他       | 男子團體 | －                    | 冠軍   |
| 2016年 | 湯姆斯盃                 | 其他       | 男子團體 | －                    | 亞軍   |
| 2016年 | 日本羽毛球超級賽         | 超級賽     | 男子雙打 | 穆罕默德·阿赫桑       | 準決賽 |
| 2017年 | 中國羽毛球大師賽         | 黃金大獎賽 | 男子雙打 | 陳文宏                | 準決賽 |
| 2017年 | 澳洲羽毛球超級賽         | 超級賽     | 男子雙打 | 陈文宏                | 亞軍   |
| 2018年 | 印度羽毛球公開賽         | 超級500賽  | 男子雙打 | 穆罕默德·阿赫桑       | 準決賽 |
| 2018年 | 亞洲羽毛球團體錦標賽     | 其他       | 男子團體 | －                    | 冠軍   |
| 2018年 | 德國羽毛球公開賽         | 超級300賽  | 男子雙打 | 穆罕默德·阿赫桑       | 準決賽 |
| 2018年 | 馬來西亞羽毛球國際挑戰賽 | 國際挑戰賽 | 男子雙打 | 穆罕默德·阿赫桑       | 冠軍   |
| 2018年 | 湯姆斯盃                 | 其他       | 男子團體 | －                    | 季軍   |
| 2018年 | 新加坡羽毛球公開賽       | 超級500賽  | 男子雙打 | 穆罕默德·阿赫桑       | 冠軍   |
| 2018年 | 丹麥羽毛球公開賽         | 超級750賽  | 男子雙打 | 穆罕默德·阿赫桑       | 準決賽 |
| 2018年 | 中國福州羽毛球公開賽     | 超級750賽  | 男子雙打 | 穆罕默德·阿赫桑       | 準決賽 |
| 2018年 | 香港羽毛球公開賽         | 超級500賽  | 男子雙打 | 穆罕默德·阿赫桑       | 準決賽 |
| 2019年 | 印度尼西亞羽毛球大師賽   | 超級500賽  | 男子雙打 | 穆罕默德·阿赫桑       | 亞軍   |
| 2019年 | 全英羽毛球公開賽         | 超級1000賽 | 男子雙打 | 穆罕默德·阿赫桑       | 冠軍   |
| 2019年 | 新加坡羽毛球公開賽       | 超級500賽  | 男子雙打 | 穆罕默德·阿赫桑       | 亞軍   |
| 2019年 | 新西兰羽毛球公開賽       | 超級300賽  | 男子雙打 | 穆罕默德·阿赫桑       | 冠軍   |
| 2019年 | 蘇迪曼盃                 | 其他       | 混合團體 | －                    | 季軍   |
| 2019年 | 印尼羽毛球公開賽         | 超級1000賽 | 男子雙打 | 穆罕默德·阿赫桑       | 亞軍   |
| 2019年 | 日本羽毛球公開賽         | 超級750賽  | 男子雙打 | 穆罕默德·阿赫桑       | 亞軍   |
| 2019年 | 世界羽毛球錦標賽         | 其他       | 男子雙打 | 穆罕默德·阿赫桑       | 冠軍   |
| 2019年 | 中國羽毛球公開賽         | 超級1000賽 | 男子雙打 | 穆罕默德·阿赫桑       | 亞軍   |
| 2019年 | 丹麥羽毛球公開賽         | 超級750賽  | 男子雙打 | 穆罕默德·阿赫桑       | 亞軍   |
| 2019年 | 香港羽毛球公开赛         | 超級500賽  | 男子雙打 | 穆罕默德·阿赫桑       | 亞軍   |
| 2019年 | 世界羽聯世界巡迴賽總決賽 | 總決賽     | 男子雙打 | 穆罕默德·阿赫桑       | 冠軍   |
| 2020年 | 马来西亚羽毛球大师赛     | 超級500賽  | 男子雙打 | 穆罕默德·阿赫桑       | 準決賽 |
| 2020年 | 印度尼西亞羽毛球大師賽   | 超級500賽  | 男子雙打 | 穆罕默德·阿赫桑       | 亞軍   |
| 2020年 | 亞洲羽毛球團體錦標賽     | 其他       | 男子團體 | －                    | 冠軍   |
| 2020年 | TOYOTA泰國羽毛球公開賽   | 超級1000賽 | 男子雙打 | 穆罕默德·阿赫桑       | 準決賽 |
| 2020年 | 世界羽聯世界巡迴賽總決賽 | 總決賽     | 男子雙打 | 穆罕默德·阿赫桑       | 亞軍   |
| 2021年 | 奧林匹克運動會羽毛球比賽 | 其他       | 男子雙打 | 穆罕默德·阿赫桑       | 第四名 |
| 2021年 | 湯姆斯盃                 | 其他       | 男子團體 | －                    | 冠軍   |
| 2022年 | 印度羽毛球公開賽         | 超級500賽  | 男子雙打 | 穆罕默德·阿赫桑       | 亞軍   |
| 2022年 | 全英羽毛球公開賽         | 超級1000賽 | 男子雙打 | 穆罕默德·阿赫桑       | 亞軍   |
| 2022年 | 韓國羽毛球公開賽         | 超級500賽  | 男子雙打 | 穆罕默德·阿赫桑       | 準決賽 |
| 2022年 | 湯姆斯盃                 | 其他       | 男子團體 | －                    | 亞軍   |
| 2022年 | 馬來西亞羽毛球大師賽     | 超級500賽  | 男子雙打 | 穆罕默德·阿赫桑       | 亞軍   |
| 2022年 | 新加坡羽毛球公開賽       | 超級500賽  | 男子雙打 | 穆罕默德·阿赫桑       | 準決賽 |
| 2022年 | 世界羽毛球錦標賽         | 其他       | 男子雙打 | 穆罕默德·阿赫桑       | 亞軍   |
| 2022年 | 世界羽聯世界巡迴賽總決賽 | 總決賽     | 男子雙打 | 穆罕默德·阿赫桑       | 亞軍   |
| 2023年 | 全英羽毛球公開賽         | 超級1000賽 | 男子雙打 | 穆罕默德·阿赫桑       | 亞軍   |
| 2023年 | 香港羽毛球公開賽         | 超級500賽  | 男子雙打 | 穆罕默德·阿赫桑       | 準決賽 |
| 2023年 | 北極羽毛球公開賽         | 超級500賽  | 男子雙打 | 穆罕默德·阿赫桑       | 準決賽 |
| 2024年 | 澳洲羽毛球公開賽         | 超級500賽  | 男子雙打 | 穆罕默德·阿赫桑       | 亞軍   |

| 2007-2017年 | 首要超級賽 | 超級賽 | 黃金大獎賽 | 大獎賽 | 國際挑戰賽 | 國際系列賽 | 未來系列賽 | 其他 |

| 2018-2026年 | 總決賽 | 超級1000賽 | 超級750賽 | 超級500賽 | 超級300賽 | 超級100賽 | 國際挑戰賽 | 國際系列賽 | 未來系列賽 | 其他 |

### 世界冠軍頭銜
亨德拉·塞蒂亚万在羽毛球生涯中共奪得7項羽毛球世界冠軍頭銜。
| 賽事                     | 奪冠次數 | 年份                                                                        |
| ------------------------ | -------- | --------------------------------------------------------------------------- |
| 羽毛球世界杯             | 1        | 2006年（男子雙打）                                                          |
| 奧林匹克運動會羽毛球比賽 | 1        | 2008年（男子雙打）                                                          |
| 世界羽毛球锦标赛         | 4        | 2007年（男子雙打） 2013年（男子雙打） 2015年（男子雙打） 2019年（男子雙打） |
| 湯姆斯盃                 | 1        | 2020年（男子團體）                                                          |
| 總計                     | 7        |                                                                             |

### 奧運會和世錦賽參賽紀錄
|          | 搭檔            | 2006 | 2007 | 2008 | 2009  | 2010 | 2011  | 2012 | 2013 | 2014  | 2015 | 2016       | 2019 | 2020   | 2021  | 2022 | 2023 |
| -------- | --------------- | ---- | ---- | ---- | ----- | ---- | ----- | ---- | ---- | ----- | ---- | ---------- | ---- | ------ | ----- | ---- | ---- |
| 男子雙打 | 马尔基斯·基多   | 8強  | 冠軍 | 金牌 | 64強1 | 季軍 | 64強1 | －   | －   | －    | －   | －         | －   | －     | －    | －   | －   |
| 男子雙打 | 穆罕默德·阿赫桑 | －   | －   | －   | －    | －   | －    | －   | 冠軍 | 64強1 | 冠軍 | 小組第三名 | 冠軍 | 第四名 | 32強1 | 亞軍 | 8強  |

1 賽前退賽

## 主要對賽紀錄
亨德拉·塞蒂亚万與不同搭檔的主要對手的對賽成績如下（截至2021年8月18日）：
男雙 - 马尔基斯·基多
| 對手                                            | 對賽次數 | 對賽結果 | 對賽結果 | 總計 |
| 對手                                            | 對賽次數 | 勝       | 負       | 總計 |
| ----------------------------------------------- | -------- | -------- | -------- | ---- |
| 亨德拉·阿普利达·古纳万 阿尔文特·尤利安托·钱德拉 | 7        | 4        | 3        | +1   |
| Joko Riyadi 亨德拉·阿普利达·古纳万              | 6        | 6        | 0        | +6   |
| 盧盧克·哈迪揚托 阿尔文特·尤利安托·钱德拉        | 5        | 2        | 3        | -1   |

| 對手                                     | 對賽次數 | 對賽結果 | 對賽結果 | 總計 |
| 對手                                     | 對賽次數 | 勝       | 負       | 總計 |
| ---------------------------------------- | -------- | -------- | -------- | ---- |
| 鄭在成 李龍大                            | 13       | 5        | 8        | -3   |
| 李勝木 方介民                            | 11       | 7        | 4        | +3   |
| 乔纳斯·拉斯姆森 拉尔斯·帕斯克            | 11       | 6        | 5        | +1   |
| 陳文宏 古健傑                            | 11       | 4        | 7        | -3   |
| 傅海峰 蔡赟                              | 9        | 3        | 6        | -3   |
| 李萬華 鍾騰福                            | 8        | 6        | 2        | +4   |
| 吴俊明 陳甲亮                            | 8        | 5        | 3        | +2   |
| 法鲁兹祖安 查基利阿都拉迪夫              | 7        | 7        | 0        | +7   |
| 亨德利·庫爾尼亞萬·薩帕特拉 亨德拉·维加亚 | 7        | 5        | 2        | +3   |
| 卡斯騰·摩根森 瑪蒂亞斯·鮑伊              | 7        | 2        | 5        | -3   |
| 舛田圭太 大束忠司                        | 6        | 5        | 1        | +4   |
| 林祐瑯 陳宏麟                            | 6        | 4        | 2        | +2   |
| 颂蓬·阿努里达亚翁 戍革·普拉帕卡莫        | 5        | 5        | 0        | +5   |
| 馬丁·倫加德·漢森 延斯·埃里克森           | 5        | 4        | 1        | +3   |
| 高成炫 柳延星                            | 5        | 3        | 2        | +1   |

男雙 - 穆罕默德·阿赫桑
| 對手                                             | 對賽次數 | 對賽結果 | 對賽結果 | 總計 |
| 對手                                             | 對賽次數 | 勝       | 負       | 總計 |
| ------------------------------------------------ | -------- | -------- | -------- | ---- |
| K·S·苏卡穆约 M·F·吉德翁                          | 13       | 2        | 11       | -9   |
| 利安·阿刚·萨普特拉 安加·普拉塔玛                 | 3        | 2        | 1        | +1   |
| 瓦赫尤·那亚卡·阿亚·邦卡亚尼拉 阿迪·尤苏夫·桑托索 | 1        | 0        | 1        | +1   |
| M·R·阿利安托 法賈·阿爾弗蘭                       | 6        | 3        | 3        | 0    |

| 對手                                      | 對賽次數 | 對賽結果 | 對賽結果 | 總計 |
| 對手                                      | 對賽次數 | 勝       | 負       | 總計 |
| ----------------------------------------- | -------- | -------- | -------- | ---- |
| 柳延星 李龍大                             | 13       | 6        | 7        | -1   |
| 李洋 王齊麟                               | 11       | 6        | 5        | +1   |
| 早川賢一 遠藤大由                         | 10       | 9        | 1        | +8   |
| 李俊慧 刘雨辰                             | 9        | 3        | 6        | -3   |
| 金基正 金沙朗                             | 8        | 6        | 2        | +4   |
| 傅海峰 张楠                               | 8        | 3        | 5        | -2   |
| 马德斯·皮勒尔·科尔丁 马德斯·康拉德-彼德森 | 7        | 4        | 3        | +1   |
| 卡斯腾·摩根森 玛蒂亚斯·鲍伊               | 6        | 5        | 1        | +4   |
| 伊万·索松诺夫 弗拉基米爾·伊萬諾夫         | 5        | 5        | 0        | +5   |
| 金·阿斯特鲁普 安德斯·斯考劳普·拉斯姆森    | 5        | 5        | 0        | +5   |
| 橋本博且 平田典靖                         | 5        | 5        | 0        | +5   |
| 吳蔚昇 陳蔚強                             | 5        | 4        | 1        | +3   |
| 刘小龙 邱子瀚                             | 5        | 3        | 2        | +1   |
| 鲁恺 蔡赟                                 | 4        | 4        | 0        | +4   |
| 數野健太 山田和司                         | 4        | 4        | 0        | +4   |
| 園田啟悟 嘉村健士                         | 4        | 3        | 1        | +2   |
| 李洋 李哲輝                               | 4        | 3        | 1        | +2   |
| 王齊麟 陳宏麟                             | 4        | 2        | 2        | 0    |
| 柴飚 洪炜                                 | 4        | 2        | 2        | 0    |
| 克里斯·兰格瑞奇 马库斯·埃利斯             | 3        | 3        | 0        | +3   |
| 彼得·米尔斯 安德鲁·埃利斯                 | 3        | 3        | 0        | +3   |
| 苏伟译 謝定峰                             | 3        | 3        | 1        | +2   |
| 高成炫 申白喆                             | 3        | 2        | 1        | +1   |
| 马克·拉姆斯富斯 马文·埃米尔·塞德尔        | 2        | 2        | 0        | +2   |
| 彼得·布里格斯 汤姆·沃尔芬登               | 2        | 2        | 0        | +2   |